# Brånsån (naturreservat)
Brånsån är ett naturreservat i Härnösands kommun i Västernorrlands län.
Området är naturskyddat sedan 2006 och är 47 hektar stort. Reservatet omfattar en sträcka av Brånsåns lopp med sin omgivning av äldre granskog. I ån finns förekomst av flodpärlmussla. För det nedersta loppet av Brånsån har inrättats ett separat naturreservat Nedre Brånsån.